# Valkendorf
 For alternative betydninger, se Valkendorf (flertydig). (Se også artikler, som begynder med Valkendorf)
Valkendorf eller Walkendorff er en tysk uradelsslægt, som indvandrede til Danmark i 1300-tallet og i Sverige i 1600-tallet. I Danmark uddøde slægten 1747, mens den stadig lever i Sverige.

## Våben
En af tre sorte vinger omsat rød rose i sølv-felt, på hjelmen fem eller syv, vekselvis sølv- og røde faner, undertiden opstående af en skansekurv, eller også syv påfjer.

## Historie
Den adelige slægt Valkendorf, hvis familietradition hævder sydtysk afstamning, er dog vistnok af mecklenburgsk oprindelse og stammer antagelig fra landsbyen Walkendorp nær Tessin. Slægten føres tilbage til den 1374 forekommende Henning Valkendorf, hvis søn, ridderen Peder Valkendorf (nævnt 1378 og 1405) var bedstefader til brødrene, rigsråden Hans Valkendorf (nævnt 1468 og 1498) og landsdommer Axel Valkendorf (død 1483) til Glorup, som forblev i slægtens eje i omkring 200 år.
Sidstnævnte var fader til rektor for Københavns Universitet Knud Valkendorf (død 1527) og til ærkebiskop Erik Valkendorf (død 1522) og til rigsråden Henning Valkendorf (død 1535) til Glorup, hvis sønner var rigshofmester Christoffer Valkendorf (1525-1601) til Glorup, lensmand Erik Valkendorf (død 1605) til Glorup og Søbogård og Jørgen Valkendorf, som var fader til lensmand Henning Valkendorf til Glorup, Søbogård og Bramstrup (død 1626), som var fader til ridder og lensmand Henning Valkendorf (1595-1658) til Bramstrup og Glorup mm., som var fader til Axel Valkendorf (1616-1675) til Tiselholt, til vicelandsdommer i Skåne Christoffer Valkendorf (1621-1690) til Glorup og Ellinge, Maglö, Hesleholm og Brunnelöf — hvis efterslægt blev i Sverige — og Henning Valkendorf (1634-1665) til Glorup mm., der var fader til amtmand Jørgen Henning Valkendorf til Klingstrup (1661-1724), som var fader til oberstløjtnant Henning Christoffer Valkendorf (1693-1740) til Klingstrup og til major Børge Valkendorf (1691-1747) til Billeshave og Fænø, med hvem slægten uddøde i Danmark.
Den svenske gren af slægten blev naturaliseret den 7. juni 1664 med vicelandsdommer Christoffer Valkendorf og blev samme år introduceret på Riddarhuset som nr. 25 under navnet Walkendorff.
Ovennævnte Erik Valkendorf til Glorup og Søbogård (død 1605) havde tre naturlige sønner af en forbindelse med en ufri kvinde. En af disse, oberstløjtnant Christian Eriksen til Erikstrup (død 1648), udmærkede sig i Kalmarkrigen og blev som belønning herfor optaget i adelsstanden den 24. april 1616, dog med et helt andet våben end faderens. Han efterlod ikke sønner.
Valkendorfsgade og Valkendorfs Kollegium er opkaldt efter rigshofmester Christoffer Valkendorf.